# The Voyage
The Voyage (título original en inglés; en español, El viaje es una ópera en tres actos (más un prólogo y un epílogo) con música de Philip Glass y libreto en inglés de David Henry Hwang. Se estrenó el 12 de octubre de 1992 en el Metropolitan Opera de Nueva York, que se la había encargado para conmemorar el quinto centenario del descubrimiento de América por Cristóbal Colón.
El estreno británico tuvo lugar en Leeds, Inglaterra, interpretado por The City Of Leeds Youth Opera, con Johnathon Cliff y Mike Williamson como directores y Richard Pascoe interpretando a Colón.

## Personajes
| Personaje                           | Tesitura      | Reparto del estreno, 12 de octubre de 1992 (Director: Bruce Ferden) |
| ----------------------------------- | ------------- | ------------------------------------------------------------------- |
| Columbus                            | bajo-barítono | Timothy Noble                                                       |
| Isabella                            | mezzosoprano  | Tatiana Troyanos                                                    |
| Científico/Primer oficial           | tenor         | Douglas Perry                                                       |
| Comandante                          | soprano       | Patricia Schuman                                                    |
| Doctor del barco/Mellizo espacial 1 | soprano       | Kaaren Erickson                                                     |
| Segundo oficial/Mellizo espacial 2  | bajo          | Julien Robbins                                                      |
| Mellizo Terrenal 1                  | mezzosoprano  | Jane Shaulis                                                        |
| Mellizo Terranal 2                  | bajo          | Jan Opalach                                                         |

## Argumento
Glass no deseaba crear una ópera biográfica sobre Colón, especialmente en un año donde habría incontables películas, documentales y otros acontecimientos relativos al mismo tema. En lugar de ello optó por hacer de su ópera un estudio más general de la exploración - de los océanos, del espacio y el tiempo y de la mente. Colón sigue siendo no obstante un personaje central aunque, apareciendo en el segundo acto y el epílogo.

## Grabación
En julio de 2006, estuvo disponible una grabación íntegra de la ópera, largamente esperada, en el sello discográfico de Glass, Orange Mountain Music, basado en la producción del Landestheater Linz (Austria) y dirigida por Dennis Russell Davies.